# 야마시나역
야마시나역(일본어: 山科駅, やましなえき)은 일본 교토부 교토시 야마시나구에 있는 서일본 여객철도 (JR 서일본)·교토 시 교통국 (교토 시영 지하철)의 철도역이다.

## 이용 가능한 철도 노선
- 서일본 여객철도 (JR 서일본)
  - 도카이도 본선 (비와코 선)
  - 고세이 선 ※ 노선 상 기점역이지만 모든 열차가 교토 역까지 직통 운전.
  - 어번 네트워크 소속 역, JR의 특정 도·구·시내 운임 제도에 따른 교토 시내의 역이다.
- 교토 시 교통국 (교토 시영 지하철)
  - 교토 시영 지하철 도자이 선 (T07)

이 밖에도 다음 노선으로 환승이 가능하다.
- 게이한 전기 철도 게이쓰 선 - 게이한 야마시나 역

양 사·국의 역에서는 ICOCA 및 PiTaPa (스룻토 간사이 협의회)를 이용할 수 있다. J스루 카드, Suica, TOICA는 서일본 여객철도의 역에서만, 스룻토 간사이 대응 카드 및 트래피커 교 카드는 교토 시영 지하철의 역에서만 이용할 수 있다.
JR의 경우 베드 타운으로 도시화가 진행되고 있는 야마시나 구내에서 유일한 역으로, 교토·오사카 방면에의 통근, 통학객이 많으며, 시가 현내의 고세이 선 각 역-비와코 선 각 역간 환승 (특히 고등학생이 많음) 이용이 많다. 구사쓰 연장 운전 개시시에는 통과했던 신쾌속이, 그 이후 이용객의 증가와 고세이 선에서 비와코 선으로의 환승 편리성 향상을 위하여 전부 정차하게 되었다. 여기에 통근객 대응을 위하여 특급 하루카나 비와코 익스프레스도 정차하게 되었다.
지하철 역의 경우 야마시나 구내에서 교토 시 중심부로 가려는 통근, 통학객 외에도 JR에서 지하철 경유로 교토 시 중심부에, 또는 지하철 고다이 방면에서 JR 환승 이용객이 많다.

## 역 구조

### 서일본 여객철도 (JR 서일본)
12량 열차에도 대응 가능한 2면 4선의 섬식 승강장이 있다. 개찰구는 1개소. 이 개찰구 앞에는 지하철 야마시나 역에의 계단 입구와 게이한 게이쓰 선의 게이한 야마시나 역이 있다. 개찰구 동측에는 선로 밑을 지나는 남북 방향의 통로가 있다.
각 승강장에는 키요스크와 자동 판매기가 있다. 또, 3·4번 승강장에 한하여 대합실이 설치되어 있다. 역 구내에는 키오스크가 있다.
엘리베이터, 에스컬레이터 등의 설치 공사가 완료된 역이다.

#### 승강장
↑ 교토·오사카 방면
| | １２ | | ３４ | |
마이바라·쓰루가 방면↓
| 1 (하행 외측선) | ■ JR 교토 선※ | ■ 보통 · ■ 쾌속 · ■ 신쾌속 (주로 고세이 선에서) ■ 특급 비와코 익스프레스 호 | 교토 · 신오사카 · 오사카 방면        |
| 1 (하행 외측선) | ■ JR 교토 선※ | ■ 관공특급 하루카 호                                                        | 신오사카 · 덴노지 · 간사이 공항 방면 |
| 2 (하행 내측선) | ■ JR 교토 선  | ■ 보통 · ■ 신쾌속 (주로 비와코 선에서)                                      | 교토 · 다카쓰키 · 오사카 방면        |
| 3 (상행 내측선) | ■ 비와코 선   | ■ 보통 · ■ 신쾌속                                                           | 구사쓰 · 마이바라 · 나가하마 방면    |
| 3 (상행 내측선) | ■ 고세이 선   | ■ 보통 · ■ 신쾌속                                                           | 가타타 · 오미이마즈 · 쓰루가 방면    |
| 4 (상행 외측선) | ■ 비와코 선   | ■ 신쾌속 (일부) · ■ 특급                                                    | 구사쓰 · 마이바라 · 나가하마 방면    |
| 4 (상행 외측선) | ■ 비와코 선   | ■ 보통 (구사쓰 선 직통)                                                     | 구사쓰 · 기부카와 · 쓰게 방면        |
| 4 (상행 외측선) | ■ 고세이 선   | ■ 보통 · ■ 쾌속 · ■ 신쾌속 (러시아워시 일부 열차)                           | 가타타 · 오미이마즈 · 쓰루가 방면    |

### 교토 시영 지하철 (교토 시 교통국)
1면 2선의 섬식 승강장이 있는 지하역이며. 스크림도어가 설치되어 있다. JR 역 개찰구 앞에서 계단, 에스컬레이터를 이용해 내려와 경사로를 지나면 지하철 개찰구에 이른다. 정기권 판매소 있음.
덧붙여, 게이한 야마시나 역과 근접해있기 때문에, 이역에서 미사사기 역을 경유, 환승하여 게이한 게이쓰 선을 이용하는 연락 표는 구입할 수 없다.

#### 승강장
↑ 우즈마사텐진가와 방면
| １２ |
로쿠지조 방면↓
| 1 | ■ 도자이 선 (하행) | 가라스마오이케·우즈마사텐진가와 행 |
| 2 | ■ 도자이 선 (상행) | 다이고·로쿠지조 방면               |

## 역세권 정보
주변은 야마시나 구의 중심지이다. 역전은 재개발 사업으로 들어선 상업 시설 '락트 야마시나' 등이 위치한다. 역 주변은 사람이 많아 활기를 띠고 있다. 역의 남쪽을 동서방향으로 가르는 작은 도로가 구 산조 도오리 (구 도카이도)이며, 더 남쪽에 신 산조도오리 (구 국도 1호선)가 위치한다. 야마시나 구 유일의 JR 역이기 때문에, 저전거 이용자가 많으며, 교토 시의 자전거 주차장 (지하)만으로 2000대 가까이 주차가 가능하다. 한편, 역의 북측에는 저층 주택가가 위치하고 있다.

## 승차량 변동
| 연도           | 승차량 | 승차량 | 승차량 | 승차량 | 승차량 | 승차량 | 승차량 | 승차량 | 승차량 | 승차량 | 비고        |
| 연도           | 1998년 | 1999년 | 2000년 | 2001년 | 2002년 | 2003년 | 2004년 | 2005년 | 2006년 | 2007년 | 비고        |
| -------------- | ------ | ------ | ------ | ------ | ------ | ------ | ------ | ------ | ------ | ------ | ----------- |
| JR 서일본      | 29547  | 29202  | 29183  | 29063  | 28832  | 29202  | 29158  | 29786  | 30210  | 30670  | [ 1 ]       |
| 교토 시 교통국 | -      | -      | -      | -      | 18276  | 18635  | 18622  | 18726  | 18756  | 19019  | [ 2 ] [ 3 ] |

1. ↑  교토 부 통계서 1998~2007에서.
2. ↑  교토 부 통계서 1998~2007에서.
3. ↑  교토 시 교통국은 2002년부터 통계를 제공하고 있다.

## 역사
- 1921년 8월 1일 - 도카이도 본선 하쿠바(현 제제역) ~ 교토 간 신선 개통 시에 개업. 여객 및 화물 취급 개시.
  - 신 오사카야마 터널 (오쓰~야마시나 간) 및 히가시야마 터널 (야마시나~교토 간)의 개통으로 현재의 오쓰 ~ 교토간의 경로가 완성되었으며, 이에 따라 개설. 이전까지는 오다니 역을 경유, 구 야마시나 역에서 이나리역으로 들어가 나라 선 경로를 이용했었다. 구선은 동시에 폐지되고, 이나리 ~ 교토 간은 나라 선으로 전용하였다.
- 1971년 10월 1일 - 화물 취급 폐지
- 1974년 7월 20일 - 고세이 선 개업.
  - 오사카야마 터널과 같은 위치 (약간 위쪽)에서 시작하는 나가라야마 터널 (출구는 다름)을 지나 오쓰쿄 방향으로 들어간다.
- 1987년 4월 1일 - 일본국유철도 분할 민영화로 인해 서일본 여객철도의 역이 됨.
- 1995년 10월 5일 - 교토 시영 지하철 도자이 선의 역 착공.
- 1997년 5월 30일 - 교토 시영 지하철 도자이 선의 역이 개업.
  - 지하철 역은 JR 및 게이한 게이쓰 선과의 연락을 위해 설치하기로 결정된 것이다. 이 때, 도시 재개발 사업도 이루어졌다.

## 인접역 정보
| 서일본 여객철도 도카이도 본선             | 서일본 여객철도 도카이도 본선    | 서일본 여객철도 도카이도 본선      |
| ----------------------------------------- | -------------------------------- | ---------------------------------- |
| 오쓰 나가하마 방면                        | ■ 비와코 선 신쾌속 · 쾌속 · 보통 | 교토 히메지 방면                   |
| 서일본 여객철도 고세이 선 · 도카이도 본선 |                                  |                                    |
| 교토 히메지 방면                          | ■ 고세이 선 신쾌속 · 쾌속 · 보통 | 오쓰쿄 쓰루가 방면                 |
| 교토 시 교통국 교토 시 고속철도 도자이 선 |                                  |                                    |
| T06 히가시노 로쿠지조 방면                | ■ 교토 지하철 도자이 선          | T08 미사사기 우즈마사텐진가와 방면 |